# Mikoun
Mikoun (en russe : Микунь) est une ville de la république des Komis, en Russie, dans le raïon d'Oust-Vym. Sa population s'élevait à 10 179 habitants en 2014.

## Géographie
Mikoun est située à quelques kilomètres au nord de la rivière Vytchegda, un affluent de la Dvina septentrionale, à 87 km au nord-ouest de Syktyvkar et à 1 021 km au nord-est de Moscou.

## Histoire
Mikoun est fondée en 1937 pour les besoins de la construction de la ligne de chemin de fer Syktyvkar – Koslan, au point d'intersection avec le chemin de fer de la Petchora (Konocha – Kotlas – Vorkouta). Un village du même nom existait auparavant à cet emplacement. Dans le village et ses alentours, plusieurs camps du Goulag sont établis en 1937. Mikoun a le statut de ville depuis 1959.

## Population
Recensements (*) ou estimations de la population
| 1959*  | 1970*  | 1979*  | 1989*  | 2002*  |
| ------ | ------ | ------ | ------ | ------ |
| 11 347 | 10 389 | 11 326 | 12 507 | 11 680 |

| 2006   | 2010*  | 2012   | 2013   | 2014   |
| ------ | ------ | ------ | ------ | ------ |
| 11 202 | 10 730 | 10 414 | 10 287 | 10 179 |

| 2021  | - | - | - | - |
| ----- | - | - | - | - |
| 8 527 | - | - | - | - |